# Лажины
Лажины — деревня в Парфинском муниципальном районе Новгородской области, с апреля 2010 года входит в состав Федорковского сельского поселения, прежде была административным центром ныне упразднённого Лажинского сельского поселения.
Деревня расположена в Приильменской низменности, у восточного побережья озера Ильмень, на левом берегу реки Маята, с западной стороны автодороги соединяющей автомагистраль М10 с железнодорожной станцией в посёлке Пола (через Дубровы), а также с посёлком Парфино (через Навелье).

## История
Рядом с деревней расположен «Городок на Маяте» — славянское городище V—IX веков.
Когда в 1384 году новгородцы очередной раз отказались платить «чёрный бор» московскому князю для Орды и захватили дань московского князя, собранную в северной части Новгородской земли, здесь, в 1,5 км к юго-востоку от Лажин у деревни Ямы в конце 1386 года находилась ставка Дмитрия Донского, пошедшего походом на Новгород.
В Крестецком уезде Новгородской губернии — центр Лажинской волости. В начале XX века здесь был открыт земский фельдшерский пункт. Была также Лажинская земская школа.
В 1916—1917 годах устроен деревянный лютеранский молитвенный дом, закрыт в 1930-х.
В сентябре 1918 года валдайской милицией совместно с отрядом ЧОН из Новгорода здесь было подавлен вооружённый мятеж. В то время Лажинская волость стала относится к Старорусскому уезду, а 2 мая 1922 года Крестецкий уезд был упразднён. С 1927 года, после упразднения Новгородской губернии, в составе Лычковского района Ленинградской области, а затем, с 3 августа 1939 года Полавского района Ленинградской области (с 5 июля 1944 года — Новгородской области). С 1963 года в составе Старорусского района, а с 13 декабря 1968 года в Парфинском районе.
В деревне есть мемориал, посвящённый советским воинам, погибшим здесь в годы Великой Отечественной войны. На линии Лажины — Лычково — Селигер в 1941 году было остановлено наступление гитлеровских войск, и Лажины долгое время оставались в прифронтовой зоне.

## Социально-значимые объекты

### Образование
Муниципальное общеобразовательное учреждение «Основная общеобразовательная школа д. Лажины»

### Здравоохранение
Лажинский фельдшерско-акушерский пункт.

### Культовые сооружения
В 2002 году сельская библиотека деревни была переоборудована в молитвенный дом, на здании был установлен православный купол, дом освящён в честь иконы Божией Матери «Неупиваемая чаша». Церковь ранее существовавшая в Лажинах была закрыта перед войной и полностью разрушена во время войны.

## Экономика
ТОО «Волна» (мясо крупного рогатого скота, молоко).

### Транспорт
Через Лажины проходят следующие автобусные маршруты: Великий Новгород — Парфино, Великий Новгород — Старая Русса, Парфино — Боровичи, Парфино — Подборовье.

### Связь
Отделение почтовой связи ФГУП «Почта России».